# Ziarnołusk kapturowy
Ziarnołusk kapturowy (Saltator nigriceps) – gatunek średniej wielkości ptaka z rodziny tanagrowatych (Thraupidae), występujący w zachodniej części Ameryki Południowej, na zachodnich zboczach Andów w południowo-zachodnim Ekwadorze i północno-zachodnim Peru. W Czerwonej księdze gatunków zagrożonych IUCN klasyfikowany jest jako gatunek najmniejszej troski (LC, Least Concern).

## Systematyka
Pierwszego naukowego opisu gatunku – na podstawie holotypu, pochodzącego z Loja w Ekwadorze – dokonał amerykański przyrodnik Frank Michler Chapman w 1914 roku, nadając mu nazwę Pitylus nigriceps i umieszczając go w rodzaju Pitylus. W 1927 roku Champan przeniósł ziarnołuska kapturowego do rodzaju Saltator. W przeszłości zakładano jego bliski związek z ziarnołuskiem złotodziobym (S. aurantiirostris). Przez część badaczy był traktowany jako jego podgatunek. Obecne badania wykazują, że ziarnołusk kapturowy jest podstawowym członkiem kladu, zawierającego oprócz niego także ziarnołuska maskowego, białogardłego i okopconego. Nie wyróżnia się podgatunków.

## Morfologia
Średniej wielkości ptak o czerwono-łososiowym dużym, grubym, silnym i zaokrąglonym dziobie. Obie płcie są wybarwione tak samo. Mają czarną głowę, gardło i szyję. Kark, grzbiet i kuper ciemnoszare. Pierś i brzuch podobne do części grzbietowych, ale podbrzusze płowożółte, a pokrywy podogonowe płowożółtoochrowe. Skrzydła ciemnoszare z ciemniejszymi przebarwieniami lotek. Nogi szarawoniebieskawe. Tęczówki kasztanowe. Długość ciała 22 cm, masa ciała średnio 71 g. Młodociane osobniki nie są opisane.

## Zasięg występowania
Występuje w południowo-zachodnim Ekwadorze (w prowincji Loja i sąsiadującej z nią El Oro) oraz w północno-zachodnim Peru (na południe po południo-środkową część regionu Cajamarca).

## Ekologia
Jego głównym habitatem są wilgotne lasy górskie i ich obrzeża na wysokościach przeważnie 1700–2900 m n.p.m. w Ekwadorze i 1200–2500 m n.p.m. w Peru (BirdLife International podaje 800–2400 m n.p.m.). Brak szczegółowych danych co do żerowania ziarnołuska kapturowego, ale prawdopodobnie tak jak ziarnołusk złotodzioby żywi się owadami, nasionami i jagodami.

### Rozmnażanie
Okres lęgowy nie jest dokładnie określony. Brak szczegółowych danych. Podejrzewa się, że gniazda są podobne do budowanych przez ziarnołuska złotodziobego.

## Status i ochrona
W Czerwonej księdze gatunków zagrożonych IUCN ziarnołusk kapturowy jest klasyfikowany jako gatunek najmniejszej troski (LC, Least Concern) nieprzerwanie od 2004 roku. Liczebność populacji nie została oszacowana, ale ptak ten opisywany jest jako rzadki. Zasięg jego występowania według szacunków organizacji BirdLife International obejmuje tylko około 44,2 tys. km².
BirdLife International wymienia sześć ostoi ptaków IBA, w których ten gatunek występuje – dwie w Peru i cztery w Ekwadorze. Są to m.in. Bosque Protector Jatumpamba-Jorupe, Bosque de Cuyas, Alto Valle del Saña.